# Edward Szostak

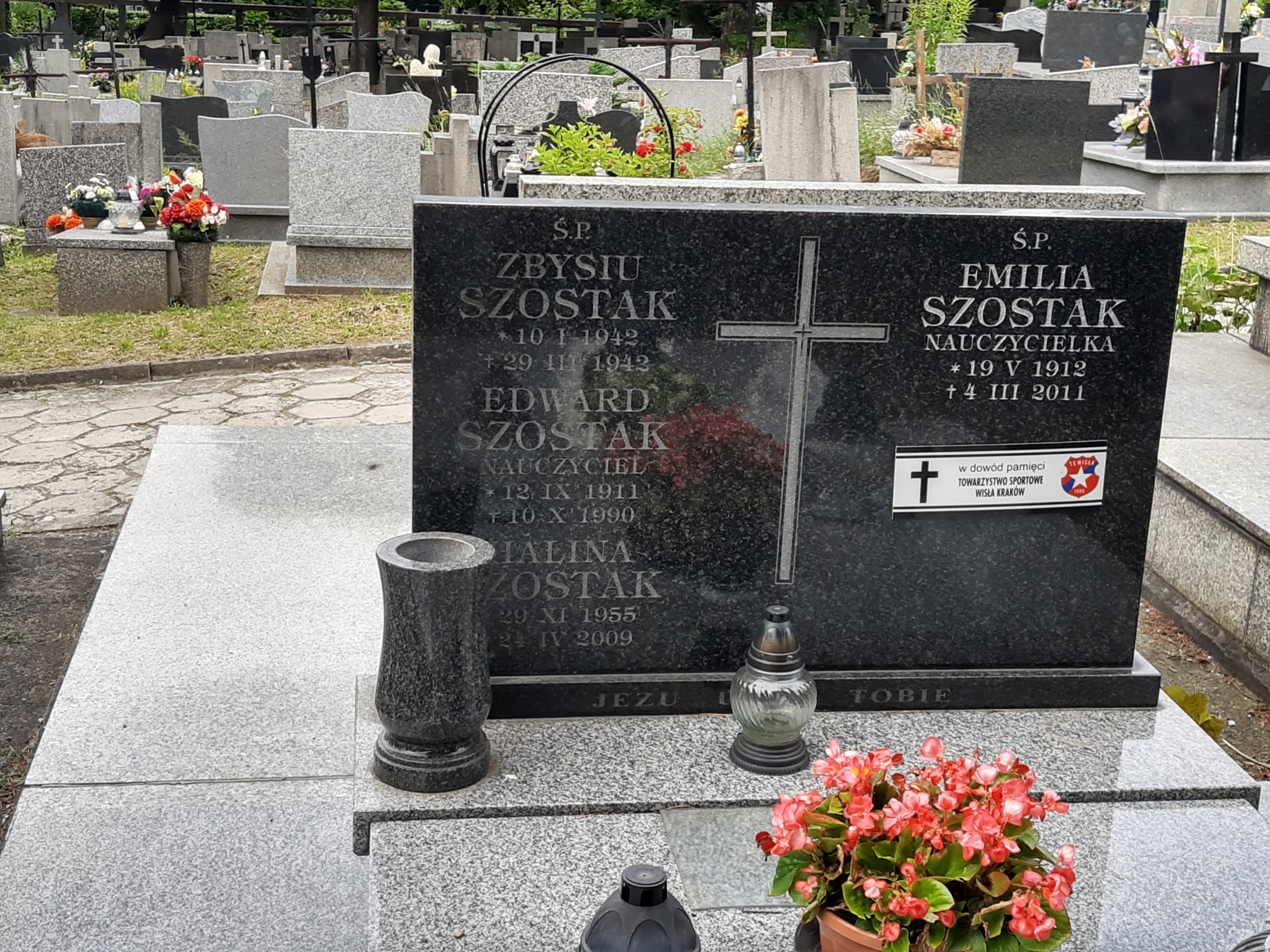
Grób Edwarda Szostaka na Cmentarzu Podgórskim

Edward Szostak (ur. 12 września 1911 w Krakowie, zm. 10 października 1990 w Krakowie) – polski koszykarz występujący na pozycji skrzydłowego. Uczestnik Letnich Igrzysk Olimpijskich 1936, na których reprezentacja Polski zajęła 4. miejsce. W trakcie kariery reprezentował barwy Wisły Kraków.
Pochowany na Cmentarzu Podgórskim w Krakowie (kwatera XXXVI-8-7).